# Ma sœur, ce boulet

Ma sœur, ce boulet (Same as it Never Was) est un roman de l'auteur américaine Claire Scovell LaZebnik. Il est paru en 2003 aux États-Unis aux éditions St. Martin's Press, et en 2005 aux éditions Fleuve noir pour la traduction française.
Il a été traduit de l'américain par Valérie Dariot.

## Synopsis
Pour Livvy, jeune fille de vingt ans, rien ne va plus. Son père et sa belle-mère viennent de mourir. Et en héritage, ils lui ont laissé toute leur fortune, ainsi que la demeure familiale. Mais ce legs fabuleux est accompagné d'un cadeau beaucoup plus stressant : la garde de la petite Célia, sa petite demi-sœur de trois ans qu'elle connaît à peine. 
Pour Livvy, rien ne va plus, car pour elle, la patience n'est pas un don du ciel.

## Adaptation
Ce roman a été adapté à la télévision en 2006 pour le téléfilm Hello Sister, Goodbye Life. Il est uniquement sorti en Allemagne et aux États-Unis.